# Ernest Siben
 (mars 2025).
Motif : pas de sources secondaires centrées, notoriété ?
- Archive Wikiwix
- Bing
- Cairn
- DuckDuckGo
- E. Universalis
- Gallica
- Google
- G. Books
- G. News
- G. Scholar
- Persée
- Qwant
- (zh) Baidu
- (ru) Yandex
- (wd) trouver des œuvres sur Wikidata

| 1. | Préciser le motif de la pose du bandeau. | Précisez le motif de la pose du bandeau en utilisant la syntaxe suivante : {{admissibilité à vérifier\|date=juin 2025\|motif=remplacez ce texte par le motif}}                    |
| 2. | Informer les utilisateurs concernés.     | Pensez à avertir le créateur de l'article, par exemple, en insérant le code ci-dessous sur sa page de discussion : {{subst:avertissement admissibilité à vérifier\|Ernest Siben}} |

Ernest Alexandre Romulus Siben, né le 17 janvier 1857 à Pistoia (Italie) et mort le 29 septembre 1921 à Meudon, était un officier supérieur français.

## Biographie
Il est le fils d'Alexandre Siben (1824-1882) et de Caroline Le Duc (1827-1910). Son père, ingénieur des ponts et chaussées et ancien élève de l'École polytechnique, travaille à la construction du chemin de fer de Florence à Bologne, ce qui explique sa naissance à Pistoia.
En 1873, il entre au lycée de Nice et passe son baccalauréat l'année suivante. Il intègre l'École polytechnique en 1878, et choisi l'artillerie à sa sortie.
Le 13 octobre 1890, il épouse à Paris Louise Gouzy, fille de Paul Gouzy, également polytechnicien et artilleur. Le couple a quatre enfants, une fille et trois garçons, dont l'un est également polytechnicien.
Il meurt à la suite de problèmes cardiaques en septembre 1921.

### Carrière militaire
Sous-lieutenant, puis lieutenant, il est nommé au 22e régiment d'artillerie de Versailles le 1er octobre 1882, au 15e bataillon d'artillerie de forteresse le 18 mars 1885, au 35e régiment d'artillerie 3 mars 1886, au 19e régiment d'artillerie le 1er février 1889 et au 2e régiment d'artillerie le 29 mars 1889.
Il est promu capitaine et nommé au 17e régiment d'artillerie le 1er octobre 1889.
Affecté au ministère de la Guerre, il devient chef d'escadron en 1901, aux 33e puis 27e régiments d'artillerie. Il devient lieutenant-colonel en 1903, attaché à la légation en Belgique le 22 novembre 1903. À ce titre, il apparaît parmi les signataires de l'accord final de la seconde conférence internationale de la paix de La Haye du 18 octobre 1907.
En mars 1909, il est affecté à l'état-major de l'artillerie, puis nommé commandant militaire de la Chambre des députés en avril. Il est promu colonel le 23 mars 1910.
À partir de septembre 1911, il commande le  33e régiment d'artillerie. En octobre 1913, il est nommé commandant par intérim de l'artillerie en Algérie, puis promu général de brigade à l'état-major général d'Algérie le 19 mars 1914.
Au début de la Première Guerre mondiale, il est envoyé sur le front d'Orient où il occupe divers commandements (9e armée, artillerie du 1er corps, 103e brigade d'infanterie…). 
Nommé général de division en octobre 1917, il prend le commandement de l'artillerie de l'Armée française d'Orient en novembre. Il commande la 57e division d'infanterie de décembre 1917 à mars 1918, puis la 76e division d'infanterie du 8 mars 1918 au 16 mars 1919.
En octobre 1919, il est nommé au commandement de la 24e division d'infanterie à Périgueux et à Limoges. Il est nommé au Centre d'études d'artillerie de Metz en juin 1920, puis muté à Laon.
Il est placé dans la réserve en janvier 1921.
Il est nommé chevalier de l'ordre de la Légion d'honneur en décembre 1900, officier en octobre 1915 et commandeur en juillet 1920.